# Arthrodermataceae
Arthrodermataceae é uma família de fungos que agrupa três géneros dermatófitos, os géneros Epidermophyton, Microsporum e Trichophyton.